# Мирослав Байчев
Мирослав Байчев е български футболист и треньор.

## Футболна кариера
Роден е на 18 януари 1955 г.
Двукратен шампион на България с „Левски-Спартак“ (София) през 1984/85 година и с отбора на „Етър“ (Велико Търново) през 1990/91 година с които има още два бронзови медала. Играе още за Локомотив (Горна Оряховица) след което става футболист на „Капфенберг Шпортферайн“ и завършва кариерата си в „ТуС Криглах“.
В Австрия получава лиценз за треньор, след което води „Митедорф“, „Санкт Марайн“, „Криглах“ и „Вайсенег“. С отбора на „Криглах“ става два пъти шампион на дивизията. През 2018/19 печели място във 2 Ландеслига (Щирия: Оберлига Север). Това е петото ниво на австрийския футбол.
И двамата му синове са футболисти. Синът му Радослав е футболист и понастоящем е футболист на „Созопол“, а Венелин е бивш вратар на „Криглах“ и има лиценз за футболен съдия.
Участник в благотворителния мач между Етър и Манчестър Юнайтед за ветерани на 11 октомври 2019 г. във Велико Търново, завършил 1:4 .